# Crystal Beans: From Dungeon Explorer
Crystal Beans: From Dungeon Explorer (クリスタルビーンズ フロム ダンジョンエクスプローラー Kurisutaru Bīnzu Furomu Danjon Ekusupurōrā?) es un videojuego de rol japonés publicado por Hudson Soft para Super Famicom en octubre de 1995. El título, que no fue publicado fuera de Japón, presentaba como característica destacada la posibilidad de que tres jugadores participasen simultáneamente.